# Luis Alberto Restrepo
Luis Alberto Restrepo (Medellín, 9 de mayo de 1956) es un productor y director de cine y televisión colombiano, reconocido por destacar en La pasión de Gabriel y La primera noche. Es productor y director de series y telenovelas de Caracol Televisión. En 2019 dirigió su más reciente largometraje, Amigo de nadie.

## Filmografía

### Televisión
- Emma Reyes: La huella de la infancia  (2021)
- La nocturna (2017)
- Cuando vivas conmigo (2016)
- Las hermanitas Calle (2016)
- Esmeraldas (2015)
- 5 viudas sueltas (2013)
- La selección (2012)
- La Bruja (2011)
- El Cartel (2010)
- Las muñecas de la mafia (2009)
- ¿Quién amará a María? (2008)
- Yo soy Betty, la fea. (2009-2010)
- Sin tetas no hay paraíso (2007)
- La saga, negocio de familia (2004)
- La costeña y el cachaco (2003)
- La dama del pantano (1999)
- Me llaman Lolita (1998)
- La mujer del presidente (1997)
- Sabor a limón (1996)

### Cine
- Amigo de nadie (2019)
- La pasión de Gabriel (2008)
- La primera noche (2003)
- Taxi (1993)

## Premios y nominaciones

### Premios India Catalina
| Año  | Categoría                            | Telenovela o Serie       | Resultado |
| ---- | ------------------------------------ | ------------------------ | --------- |
| 2020 | Mejor director de telenovela o serie | Bolívar                  | Ganador   |
| 2016 | Mejor director de telenovela o serie | Las hermanitas Calle     | Ganador   |
| 2014 | Mejor director de telenovela o serie | La selección             | Ganador   |
| 2014 | Mejor director de telenovela o serie | 5 viudas sueltas         | Nominado  |
| 2012 | Mejor director de telenovela o serie | La bruja                 | Nominado  |
| 2010 | Mejor director de telenovela o serie | Las muñecas de la mafia  | Nominado  |
| 2009 | Mejor director de telenovela o serie | El cartel                | Ganador   |
| 2007 | Mejor director de telenovela o serie | Sin tetas no hay paraíso | Ganador   |
| 1996 | Mejor director de telenovela o serie | Pecado santo             | Nominado  |

### Premios Tv y Novelas
| Año  | Categoría      | Telenovela o Serie       | Resultado |
| ---- | -------------- | ------------------------ | --------- |
| 2016 | Mejor director | Las hermanitas Calle     | Ganador   |
| 2014 | Mejor director | La selección             | Nominado  |
| 2010 | Mejor director | Las muñecas de la mafia  | Nominado  |
| 2009 | Mejor director | El Cartel                | Nominado  |
| 2007 | Mejor director | Sin tetas no hay paraíso | Nominado  |
| 2004 | Mejor director | La costeña y el cachaco  | Nominado  |
| 2000 | Mejor director | Me llaman Lolita         | Nominado  |